# Колядич, Владимир Миронович
Владимир Миронович Колядич (10.02.1929-2010) — российский инженер-электромеханик, лауреат Государственной премии СССР 1969 года. Член КПСС (1970—1991).
Окончил Киевский электромеханический техникум (1950), Одесский политехнический институт (1955) и Факультет усовершенствования инженеров при Заочном энергетическом институте.
- 1950—1953 электромеханик ст. Николаев Одесско-Кишинёвской железной дороги;
- 1956—1958 инженер Бийского котлостроительного завода;
- 1958—1960 зам. начальника цеха московского завода «Стальконструкция».

С 1960 года работал во Всесоюзном научно-исследовательском и проектно-конструкторском институте металлургического машиностроения (ВНИПКИММ), с 1964 г. главный инженер проекта.
Кандидат технических наук, диссертация:
- Исследование и внедрение комплекса регуляторов толщины и натяжений полосы в системе многодвигательного электропривода непрерывных станов холодной прокатки : диссертация … кандидата технических наук : 05.00.00. — Москва, 1973. — 286 с. : ил.

Государственная премия СССР 1969 года — за создание и внедрение комплекса высокоэффективных систем автоматического регулирования толщины и натяжения полосы на непрерывных станах холодной прокатки.
Похоронен на Востряковском кладбище, квадрат 35-2, ряд 26, участок 413.